# Laetus
San Laetus, o (in francese) Lié de Micy (... – Foresta di Orléans, V secolo), è stato un religioso franco.
Fu un prete ed eremita nella Foresta di Orléans. La sua memoria liturgica cade il 5 novembre.

## Biografia
Nato sotto il regno di Clotario I nel paese del Berry di Sydericus. San Lætus è venerato nella diocesi di Orléans con il nome di Saint--Lyé e le sue reliquie sono venerate a Saint-Lyé-la-Forêt ov'egli visse come eremita al termine della sua vita. 
Egli abbracciò la vita monastica all'età di 12 anni e passò alcuni anni presso l'Abbazia di Micy-Saint Mesmin, vicino ad Orléans accolto dall'abate Treïcius; fu ordinato diacono prima di ritirarsi nella foresta di Orléans con alcuni confratelli, ove morì. Era un esempio per la sua umiltà.
Il suo corpo fu traslato da Ermentheus, vescovo di Orléans al castello di Pithiviers, alcune reliquie sarebbero state traslate nella Chiesa di Saint-Lié de Mohon ov'è celebrato il 2 gennaio.
San Laetus avrebbe iniziato Leonardo di Noblac.
Un villaggio nel dipartimento del Loiret in Francia porta il nome di Saint-Lyé-la-Forêt e un altro nel dipartimento dell'Aube il nome di Saint-Lyé.

## Chiese dedicate a San Laetus (Saint-LiéoSaint-Lyéin francese)
- Chiesa di Saint-Lié a Mohon;
- Chiesa di Saint-Lyé a Saint-Lyé;
- Chiesa Saint-Lié a Ville-Dommange;
- Chiesa di Saint-Lyé a Saint-Lyé-la-Forêt.

## Fonti
- (FR)  R.P.D.D.S.A.R.D.L.D.C, La vie de Saint Lié confesseur, dediée a monsieur de Louvat, Chevalier, Maréchal de Camp és Armées du Roi, Commandant en Chef au Gouvernement de Mezieres, &, Charleville, Poncelet&J.Morard, 1675.